# Arthur Omre
Arthur Omre (ur. 17 grudnia 1887 w Brunlanes, Vestfold – zm. 16 sierpnia 1967 w Porsgrunn) – pisarz norweski.
Urodzony w niezamożnej rodzinie jako Ole Arthur Antonisen już od ukończenia gimnazjum w 1904 r. pracował w różnych zawodach m.in. jako marynarz, dziennikarz, inżynier i przedsiębiorca w Norwegii, Niemczech i Stanach Zjednoczonych. W 1922 r. jego firma w Kristianii (obecnie Oslo) zbankrutowała. Ole Antonisen zajął się wówczas działalnością kryminalną (przemytem alkoholu i kradzieżami), przez którą kilkakrotnie odbywał wyroki więzienia. W 1935 r., po odsiedzeniu ostatniej kary, debiutował jako pisarz powieścią Smugglere (Przemytnicy). Wydał ją już pod pseudonimem Arthur Omre.
Jego twórczość, obejmująca powieści, nowele, felietony i sztuki teatralne zawiera wątki autobiograficzne związane zarówno z jego karierą zawodową, jak też z działalnością przestępczą. Charakterystyczną cechą jego utworów jest surowy, naturalistyczny styl obecny w języku postaci i w przedstawieniu świata, w którym one funkcjonują. W dziełach pisarza krytycy dostrzegają wpływy twórczości Ernesta Hemingwaya i Johna Steinbecka, których utwory Omre tłumaczył na język norweski.

## Twórczość
- Smuglere, powieść (1935)
- Flukten, powieść (1936), wyd. pol. Ucieczka, przeł. Edwin Herbert, Poznań 1961
- Sukkenes bro, powieść (1937)
- Kristinus Bergman, powieść (1938)
- Intermesso, powieść (1939)
- Det onde øie, powieść (1940)
- Harmoni, powieść (1941)
- Det hender iblandt…, opowiadania (1941)
- Mysterium i Rolvsøy, powieść kryminalna (1942), wydana pod pseudonimem Arthur Juel
- Vertshuset i Syd – Carolina, felietony (1943)
- Linedansere, dramat (1945)
- Det femte bud, dramat (1947)
- Stort sett pent vær, nowele (1948)
- Skiftende bris, nowele (1950)
- Vagabond i Gosen, powieść (1953)
- Gullmyntene og andre historier, nowele (1954)
- Mikkelfanten, powieść (1955)
- Svarte Paal, powieść (1956)
- Ek & Co., powieść (1956)
- Hun, den første, powieść (1957)
- Utvalgte noveller, wybór nowel (1962)
- Frydenlund, powieść (1965)
- Den røde silkekjolen og andre noveller, nowele (1966)
- Sølvruset, powieść autobiograficzna (1941, wyd. 1971)
- Den magiske kofferten, nowele (1994)